# 烏魯烏魯湖
烏魯烏魯湖（西班牙語：Lago Uru Uru）是玻利維亞奧魯羅省的湖泊，海拔高度3,868米，湖泊面積214平方公里，湖水從的的喀喀湖經德薩瓜德羅河注入。
烏魯烏魯湖被烏尤尼鹽沼圍繞，是熱門的划船和釣魚地點。